# Terosan
Terosan is een bestuurslaag in het regentschap Sampang van de provincie Oost-Java, Indonesië. Terosan telt 3666 inwoners (volkstelling 2010).